# Neequiah
Neequiah är en klan i Liberia.   Den ligger i regionen Sinoe County, i den centrala delen av landet, 200 km öster om huvudstaden Monrovia.